# Johann Baptist Rieffert
Johann Baptist Rieffert (* 5. Oktober 1883 in Köln; † 9. Juli 1956 in Hamburg) war ein deutscher Psychologe und Philosoph.

## Leben
Der Lehrersohn Rieffert studierte Philosophie, Nationalökonomie und Physik in Bonn, wo er bei Benno Erdmann über Schopenhauer promovierte, und bis 1912 Assistent bei Oswald Külpe war. Seine Assistenz ging 1914 weiter in der Berliner Psychologie, und er habilitierte sich 1919 bei Carl Stumpf. In der Weimarer Zeit baute er den Psychologischen Dienst der Reichswehr auf. Von 1922 bis 1931 leitete er die Abteilung für Heerespsychologie und entwickelte ein Verfahren mit Eingangstests für ein Assessment-Center, womit die neuen Offiziere ausgewählt werden sollten. Dann zerwarf er sich mit der Reichswehrführung. Bereits seit 1926 a.o. Professor, musste er nun an der Volkshochschule lehren.
Politisch exponierte Rieffert sich zunächst (bis 1926) als Mitglied der DNVP. 1931 schloss er sich der SPD an, sorgte aber dafür, dass diese Mitgliedschaft nicht öffentlich bekannt wurde. Später trat er in den Kampfbund für Deutsche Kultur ein, zum 1. Mai 1933 in die NSDAP (Mitgliedsnummer 1.867.767) und schloss sich auch der SA an.
Nach 1933 war er an der Auflösung der Gestaltpsychologie in Berlin zur Zeit des Nationalsozialismus beteiligt. Nach der Entfernung der jüdischen Mitglieder rückte er in den Vorstand der Deutschen Gesellschaft für Psychologie auf. 1934 wurde er zunächst auf ein persönliches Ordinariat an der Universität Berlin berufen und nach der Emigration von Wolfgang Köhler 1935 zum kommissarischen Leiter des Psychologischen Instituts durch den Dekan Ludwig Bieberbach gemacht. Weitere Mitglieder des Instituts für angewandte Psychologie wurden entfernt, um ein Institut für Charakterkunde und Rassenpsychologie einzurichten. Im NS-Lehrerbund wurde er 1934 noch Reichssachbearbeiter für Psychologie, Philosophie und Pädagogik. Doch nun wurde die von ihm verheimlichte SPD-Mitgliedschaft aus dem Jahr 1931 bekannt und er selbst durch Bieberbach initiiert aus der NSDAP geworfen. Mehrere Jahre kämpfte er vor Parteigerichten, doch 1938 war seine Entfernung endgültig. Deshalb nahm er 1940 eine Stelle als Werkspsychologe bei Rheinmetall Borsig in Breslau an. Nach der Vertreibung 1945 wohnte er in Niedersachsen, wo er um seine Rehabilitation kämpfte und an Volkshochschulen unterrichtete.

## Schriften
- Die Lehre von der empirischen Anschauung bei Schopenhauer und ihre historischen Voraussetzungen, Abhandlungen zur Philosophie und ihrer Geschichte; Heft 42, Halle a. S. 1914, ND Hildesheim 1985, ISBN 978-3-487-07610-2. (= Bonner Dissertation 1910).
- Zur Genealogie des Beziehungsbewusstseins, Habilitationsschrift 1919
- Psychotechnik im Heere. In: K. Bühler (Hrsg.): Bericht über den VII. Kongreß für experimentelle Psychologie in Marburg vom 20.– 23. April 1921. Jena 1922, S. 79–96.
- Logik: Eine Kritik an der Geschichte ihrer Idee. In: Die Philosophie in ihren Einzelheiten, Ullstein, Berlin 1925.

- Pragmatische Bewußtseinstheorie auf experimenteller Grundlage, Akademische Verlagsgesellschaft, Leipzig 1929.
- Tests for selection of personnel in German industry, U.S. Naval Technical Mission in Europe, New York 1945. (Über Eignungstests bei Rheinmetall-Borsig).